# 各年のオーストラリアの一覧

オーストラリアの国旗

各年のオーストラリアの一覧（かくねんのオーストラリアのいちらん）は、オーストラリアの各年ごとの記事の一覧。この一覧ではオーストラリアの各年ごとの記事の他、各世紀と各年代、オーストラリアの各分野における各年ごとの記事についても取り扱う。

## 一覧

### 18世紀
- 1780年代
  - 1788年のオーストラリア（英語版） 1789年のオーストラリア（英語版）
- 1790年代
  - 1790年のオーストラリア（英語版） 1791年のオーストラリア（英語版） 1792年のオーストラリア（英語版） 1793年のオーストラリア（英語版） 1794年のオーストラリア（英語版）
  - 1795年のオーストラリア（英語版） 1796年のオーストラリア（英語版） 1797年のオーストラリア（英語版） 1798年のオーストラリア（英語版） 1799年のオーストラリア（英語版）
- 1800年代
  - 1800年のオーストラリア（英語版）

### 19世紀
- 1800年代
  - 1801年のオーストラリア（英語版） 1802年のオーストラリア（英語版） 1803年のオーストラリア（英語版） 1804年のオーストラリア（英語版）
  - 1805年のオーストラリア（英語版） 1806年のオーストラリア（英語版） 1807年のオーストラリア（英語版） 1808年のオーストラリア（英語版） 1809年のオーストラリア（英語版）
- 1810年代
  - 1810年のオーストラリア（英語版） 1811年のオーストラリア（英語版） 1812年のオーストラリア（英語版） 1813年のオーストラリア（英語版） 1814年のオーストラリア（英語版）
  - 1815年のオーストラリア（英語版） 1816年のオーストラリア（英語版） 1817年のオーストラリア（英語版） 1818年のオーストラリア（英語版） 1819年のオーストラリア（英語版）
- 1820年代
  - 1820年のオーストラリア（英語版） 1821年のオーストラリア（英語版） 1822年のオーストラリア（英語版） 1823年のオーストラリア（英語版） 1824年のオーストラリア（英語版）
  - 1825年のオーストラリア（英語版） 1826年のオーストラリア（英語版） 1827年のオーストラリア（英語版） 1828年のオーストラリア（英語版） 1829年のオーストラリア（英語版）
- 1830年代
  - 1830年のオーストラリア（英語版） 1831年のオーストラリア（英語版） 1832年のオーストラリア（英語版） 1833年のオーストラリア（英語版） 1834年のオーストラリア（英語版）
  - 1835年のオーストラリア（英語版） 1836年のオーストラリア（英語版） 1837年のオーストラリア（英語版） 1838年のオーストラリア（英語版） 1839年のオーストラリア（英語版）
- 1840年代
  - 1840年のオーストラリア（英語版） 1841年のオーストラリア（英語版） 1842年のオーストラリア（英語版） 1843年のオーストラリア（英語版） 1844年のオーストラリア（英語版）
  - 1845年のオーストラリア（英語版） 1846年のオーストラリア（英語版） 1847年のオーストラリア（英語版） 1848年のオーストラリア（英語版） 1849年のオーストラリア（英語版）
- 1850年代
  - 1850年のオーストラリア（英語版） 1851年のオーストラリア（英語版） 1852年のオーストラリア（英語版） 1853年のオーストラリア（英語版） 1854年のオーストラリア（英語版）
  - 1855年のオーストラリア（英語版） 1856年のオーストラリア（英語版） 1857年のオーストラリア（英語版） 1858年のオーストラリア（英語版） 1859年のオーストラリア（英語版）
- 1860年代
  - 1860年のオーストラリア（英語版） 1861年のオーストラリア（英語版） 1862年のオーストラリア（英語版） 1863年のオーストラリア（英語版） 1864年のオーストラリア（英語版）
  - 1865年のオーストラリア（英語版） 1866年のオーストラリア（英語版） 1867年のオーストラリア（英語版） 1868年のオーストラリア（英語版） 1869年のオーストラリア（英語版）
- 1870年代
  - 1870年のオーストラリア（英語版） 1871年のオーストラリア（英語版） 1872年のオーストラリア（英語版） 1873年のオーストラリア（英語版） 1874年のオーストラリア（英語版）
  - 1875年のオーストラリア（英語版） 1876年のオーストラリア（英語版） 1877年のオーストラリア（英語版） 1878年のオーストラリア（英語版） 1879年のオーストラリア（英語版）
- 1880年代
  - 1880年のオーストラリア（英語版） 1881年のオーストラリア（英語版） 1882年のオーストラリア（英語版） 1883年のオーストラリア（英語版） 1884年のオーストラリア（英語版）
  - 1885年のオーストラリア（英語版） 1886年のオーストラリア（英語版） 1887年のオーストラリア（英語版） 1888年のオーストラリア（英語版） 1889年のオーストラリア（英語版）
- 1890年代
  - 1890年のオーストラリア（英語版） 1891年のオーストラリア（英語版） 1892年のオーストラリア（英語版） 1893年のオーストラリア（英語版） 1894年のオーストラリア（英語版）
  - 1895年のオーストラリア（英語版） 1896年のオーストラリア（英語版） 1897年のオーストラリア（英語版） 1898年のオーストラリア（英語版） 1899年のオーストラリア（英語版）
- 1900年代
  - 1900年のオーストラリア（英語版）

### 20世紀
- 1900年代
  - 1901年のオーストラリア（英語版） 1902年のオーストラリア（英語版） 1903年のオーストラリア（英語版） 1904年のオーストラリア（英語版）
  - 1905年のオーストラリア（英語版） 1906年のオーストラリア（英語版） 1907年のオーストラリア（英語版） 1908年のオーストラリア（英語版） 1909年のオーストラリア（英語版）
- 1910年代
  - 1910年のオーストラリア（英語版） 1911年のオーストラリア（英語版） 1912年のオーストラリア（英語版） 1913年のオーストラリア（英語版） 1914年のオーストラリア（英語版）
  - 1915年のオーストラリア（英語版） 1916年のオーストラリア（英語版） 1917年のオーストラリア（英語版） 1918年のオーストラリア（英語版） 1919年のオーストラリア（英語版）
- 1920年代
  - 1920年のオーストラリア（英語版） 1921年のオーストラリア（英語版） 1922年のオーストラリア（英語版） 1923年のオーストラリア（英語版） 1924年のオーストラリア（英語版）
  - 1925年のオーストラリア（英語版） 1926年のオーストラリア（英語版） 1927年のオーストラリア（英語版） 1928年のオーストラリア（英語版） 1929年のオーストラリア（英語版）
- 1930年代
  - 1930年のオーストラリア（英語版） 1931年のオーストラリア（英語版） 1932年のオーストラリア（英語版） 1933年のオーストラリア（英語版） 1934年のオーストラリア（英語版）
  - 1935年のオーストラリア（英語版） 1936年のオーストラリア（英語版） 1937年のオーストラリア（英語版） 1938年のオーストラリア（英語版） 1939年のオーストラリア（英語版）
- 1940年代
  - 1940年のオーストラリア（英語版） 1941年のオーストラリア（英語版） 1942年のオーストラリア（英語版） 1943年のオーストラリア（英語版） 1944年のオーストラリア（英語版）
  - 1945年のオーストラリア（英語版） 1946年のオーストラリア（英語版） 1947年のオーストラリア（英語版） 1948年のオーストラリア（英語版） 1949年のオーストラリア（英語版）
- 1950年代
  - 1950年のオーストラリア（英語版） 1951年のオーストラリア（英語版） 1952年のオーストラリア（英語版） 1953年のオーストラリア（英語版） 1954年のオーストラリア（英語版）
  - 1955年のオーストラリア（英語版） 1956年のオーストラリア（英語版） 1957年のオーストラリア（英語版） 1958年のオーストラリア（英語版） 1959年のオーストラリア（英語版）
- 1960年代
  - 1960年のオーストラリア（英語版） 1961年のオーストラリア（英語版） 1962年のオーストラリア（英語版） 1963年のオーストラリア（英語版） 1964年のオーストラリア（英語版）
  - 1965年のオーストラリア（英語版） 1966年のオーストラリア（英語版） 1967年のオーストラリア（英語版） 1968年のオーストラリア（英語版） 1969年のオーストラリア（英語版）
- 1970年代
  - 1970年のオーストラリア（英語版） 1971年のオーストラリア（英語版） 1972年のオーストラリア（英語版） 1973年のオーストラリア（英語版） 1974年のオーストラリア（英語版）
  - 1975年のオーストラリア（英語版） 1976年のオーストラリア（英語版） 1977年のオーストラリア（英語版） 1978年のオーストラリア（英語版） 1979年のオーストラリア（英語版）
- 1980年代
  - 1980年のオーストラリア（英語版） 1981年のオーストラリア（英語版） 1982年のオーストラリア（英語版） 1983年のオーストラリア（英語版） 1984年のオーストラリア（英語版）
  - 1985年のオーストラリア（英語版） 1986年のオーストラリア（英語版） 1987年のオーストラリア（英語版） 1988年のオーストラリア（英語版） 1989年のオーストラリア（英語版）
- 1990年代
  - 1990年のオーストラリア（英語版） 1991年のオーストラリア（英語版） 1992年のオーストラリア（英語版） 1993年のオーストラリア（英語版） 1994年のオーストラリア（英語版）
  - 1995年のオーストラリア（英語版） 1996年のオーストラリア（英語版） 1997年のオーストラリア（英語版） 1998年のオーストラリア（英語版） 1999年のオーストラリア（英語版）
- 2000年代
  - 2000年のオーストラリア（英語版）

### 21世紀
- 2000年代
  - 2001年のオーストラリア（英語版） 2002年のオーストラリア（英語版） 2003年のオーストラリア（英語版） 2004年のオーストラリア（英語版）
  - 2005年のオーストラリア（英語版） 2006年のオーストラリア（英語版） 2007年のオーストラリア（英語版） 2008年のオーストラリア（英語版） 2009年のオーストラリア
- 2010年代
  - 2010年のオーストラリア（英語版） 2011年のオーストラリア（英語版） 2012年のオーストラリア（英語版） 2013年のオーストラリア（英語版） 2014年のオーストラリア（英語版）
  - 2015年 2016年 2017年 2018年 2019年
- 2020年代 : 2020年 2021年 2022年 2023年 2024年 2025年 2026年 2027年 2028年 2029年

## 文化と芸術

### テレビ放送
- List of years in Australian television（英語版）

### 映画
- List of Australian films（英語版）